# Porta Sant'Agostino
(doge Giustiniani 1575)
Porta Sant'Agostino (in dialetto bergamasco Pórta Sant Agostì), prendendo il nome dal grande complesso del convento di sant'Agostino, ed è la porta rivolta ad est; venne costruita in contemporanea con le mura, che nel 1561 la Serenissima con il marchese Sforza Pallavicino decisero di fortificare intorno alla città, su progetto di Bonaiuto Lorini, a difesa della parte occidentale del territorio sotto il dominio veneto, riparandola dal territorio milanese che dopo la Pace di Cateau-Cambrésis era sotto il dominio spagnolo.
L'accesso alla città era dato da quattro porte: Porta San Giacomo rivolta a sud, Porta San Lorenzo a nord, Porta Sant'Alessandro rivolta a ovest.
Dal 9 luglio 2017 le mura veneziane e le sue 4 porte sono entrate a far parte dell'UNESCO come patrimonio dell'umanità, nel sito seriale transnazionale "Opere di difesa veneziane tra XVI e XVII secolo: Stato da Terra-Stato da Mar occidentale".

## Storia e descrizione

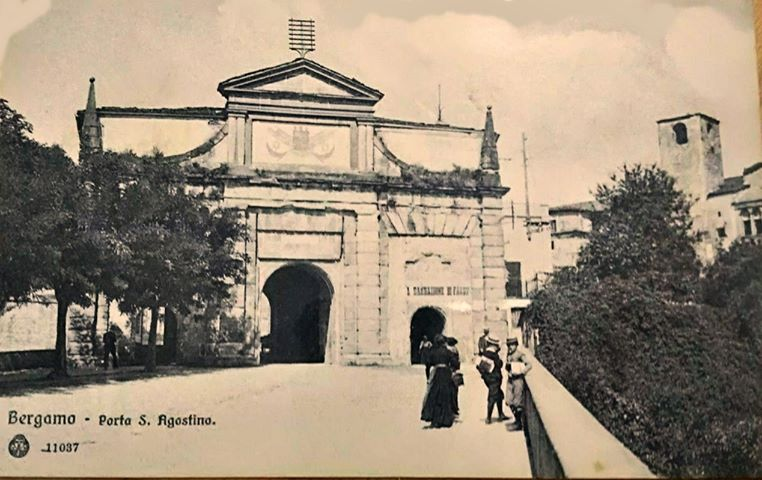
Porta Sant'Agostino nel 1908

Porta San Agostino, prendendo il nome dal grande complesso del convento di sant'Agostino, è rivolta ad est. Fu progettata nel 1562 ma costruita solo nel 1574 probabilmente su progetto di Genesio Bersani da Fiorenzuola d'Arda che era giunto a Bergamo nel 1561 come responsabile del cantiere. Questa era l'entrata principale per chi saliva dalla parte bassa della città, salendo da est, e da Borgo Pignolo, era questa la strada che collegava a Venezia.
 

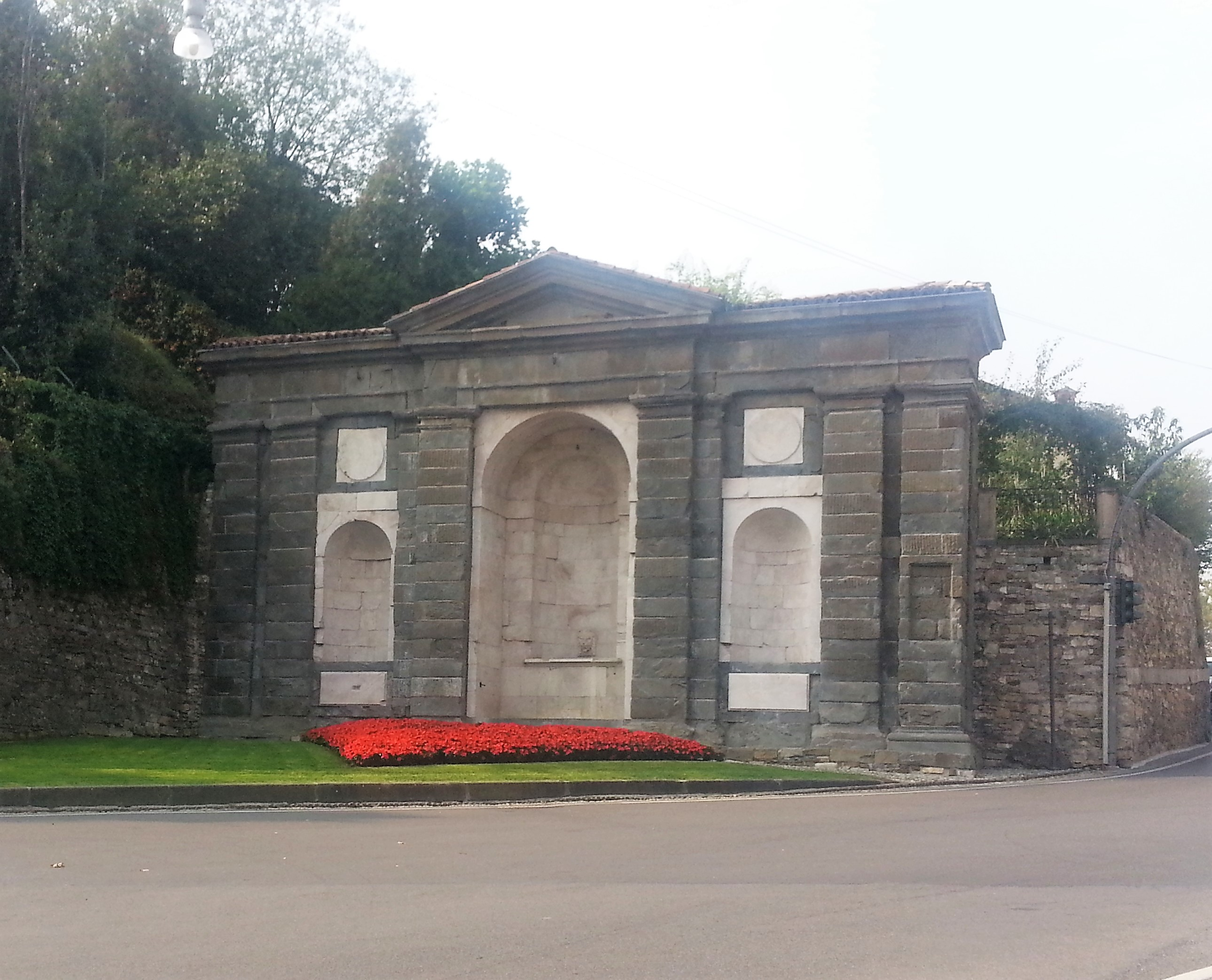
Fontana posta di fronte a porta sant'Agostino

L'entrata nella città, e il passaggio alla porta, richiedeva un precedente transito su di un viadotto in legno. Nel 1780 fu sostituito il ponte levatoio e il viadotto in legno con un ponte in muratura sostenute da arcate , visibili sopra l'ingresso principale sono i tagli lasciati dalle catene dei ponte. È invece solo del 1838, via Vittorio Emanuele, un tempo chiamata strada Ferdinandea , costruita per la visita di dell'imperatore Ferdinando d'Austria a Bergamo. Nel XXI secolo, per permettere la viabilità stradale, il ponte con le arcate è stato sostituito con un terrapieno di riempimento a sostegno della sede stradale.
Porta Sant'Agostino è la via di accesso principale, e la maggiormente frequentata, ha richiesto rimaneggiamenti e numero restauri da parte del comune di Bergamo, l'ultimo nel 2015.
Dopo o forse in contemporanea alla sua costruzione furono realizzate anche le casermette, realizzate nel 1665 con autorizzazione del doge Alvise Mocenigo, per ospitare gli alloggi dei militari che dovevano presidiare l'accesso alla parte alta della città.
Il 20 settembre 2024 la porta è diventata sede museale con il museo della Mura che vuole mantenere e proporre la storia delle mura di Bergamo, e fa parte del circuito dell Museo delle Storie di Bergamo.

## Descrizione
La porta è in pietra arenaria grigia divisa in tre fornici da quattro lesene bugnate, con una volta a crociera, che dividono il passaggio più largo, carraio dai due passaggi pedonali laterali. Nel timpano centrale è posto il Leone di San Marco in pietra grigia di Sarnico, ripristinato nel 1958 su progetto di Luigi Angelini dall'artista bergamasco Piero Brolis, precedentemente abbattuto dai francesi nel 1796, mentre lateralmente sono posti due pinnacoli laterali collegati da due elementi curvi. 
Nella parte superiore vi è un vasto locale, adibito a postazione dei militari a guardia della porta. Dal settembre 2024 è sede del percorso espositivo Mura di Bergamo: Il Museo, su iniziativa del Museo delle Storie di Bergamo.

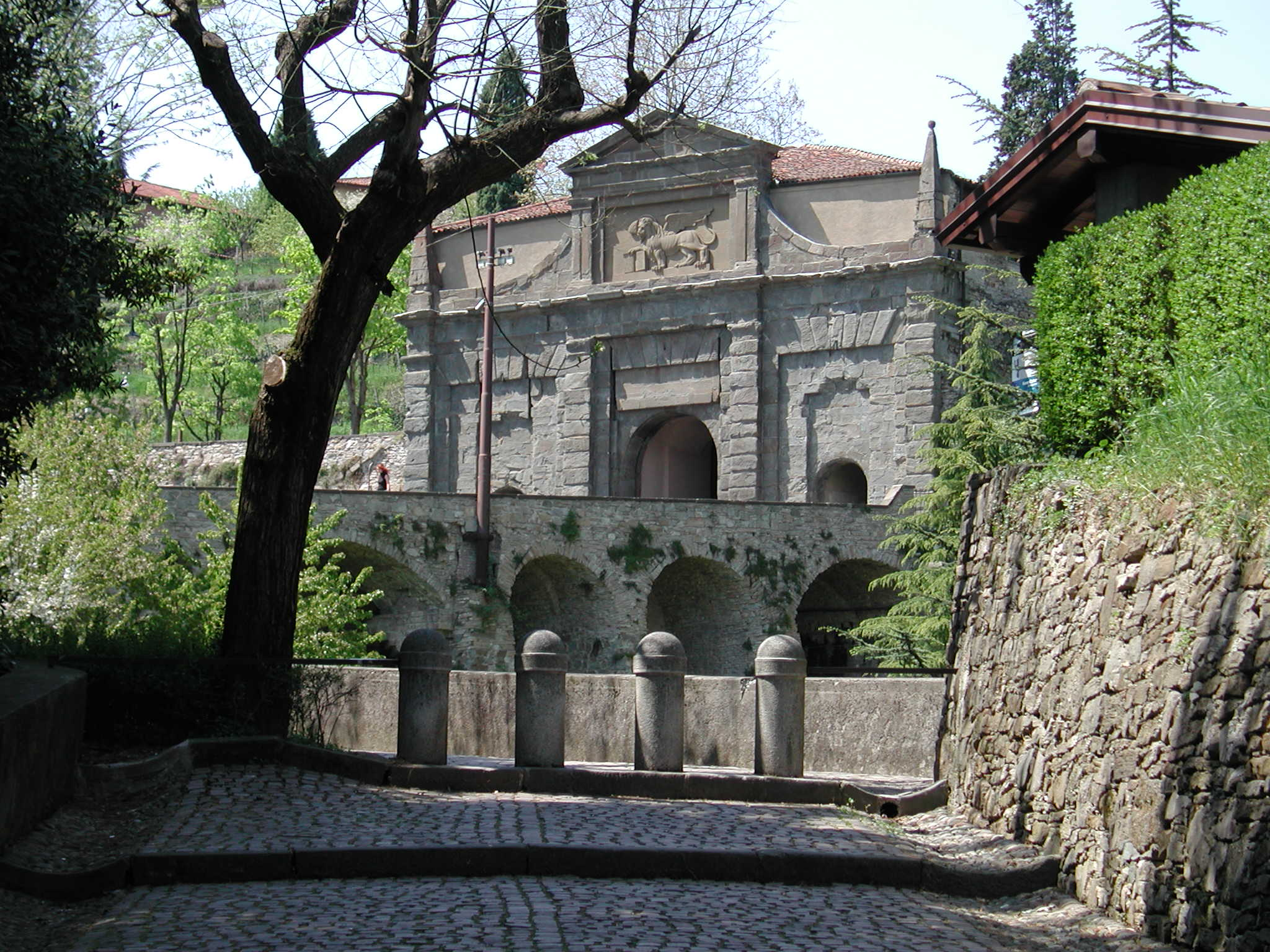
Porta sant'Agostino vista dalla scaletta della Noca

La fontana posta di fronte alla porta venne approvata dai rettori cittadini Francesco Longo e Marc'Aurelio Memo, nel medesimo anno 1574, veniva fornita d'acqua dalla fonte della Pioda, venne iniziata il 3 maggio 1574 e i nomi dei due rettori vennero incisi nei medaglioni che stanno ai lati del monumento